# Три в ряд
Три в ряд (англ. match-three або англ. tile-matching) — піджанр відеоігор-головоломок. Ігри цього жанру характеризуються тим, що їхній ігровий світ складається з таблиці або сітки елементів, а завдання гравця — це маніпулювання елементами таким чином, щоби задані грою шаблонні комбінації збіглися, і після виконання умови зібрані елементи зникають та зверху на поле падають нові елементи. Характерним представником цього жанру є випущена у 2001 році гра Bejeweled, заснована на грі 1994 року «Кульки», а сама історія появи елементів жанру простежується до «Тетріса» та Chain Shot!, виданих у 1985 році.
Починаючи із середини 2000-х років представники жанру «три в ряд» найчастіше відносяться до казуальних ігор, що поширюються через цифрову дистрибуцію.

## Особливості
У порівнянні з іграми інших жанрів, для представників «три в ряд» характерні наступні риси:
- Цільова Аудиторія: більше орієнтовані на жінок та аудиторію старше 35 років.
- Дистрибуція: в основному завантажуються користувачами (можуть бути встановленими на пристрій його виробником до купівлі) та при цьому ці ігри вимагають невеликий обсяг пам'яті.
- Апаратне забезпечення: ігри можуть працювати на недорогих та старих комп'ютерах, наприклад, у 2007 році виходили ігри, які могли працювати на операційній системі Windows 98, яка була випущена у 1998 році.
- Економічна модель: ігри в основному завантажуються за умовно-безкоштовною моделлю, наприклад, гравець може повноцінно грати протягом 60 хвилин, але надалі для отримання контенту йому доведеться заплатити. Таку бізнес-модель використовують компанії Alawar та Nevosoft.

## Історія

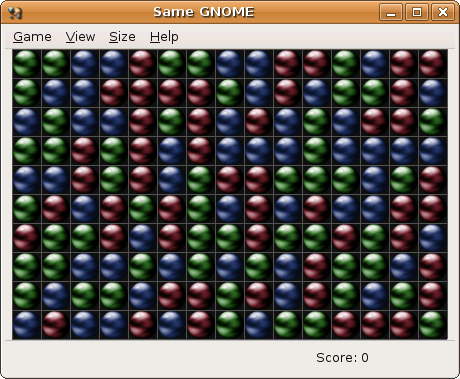
Реалізація гри Chain Shot! у пакеті GNOME під назвою Same GNOME

Геймдизайнер Джеспер Джул досліджував появу та еволюцію ігор жанру «три в ряд» протягом двох десятиліть, та опублікував перші результати у 2007 році. Їм не було знайдено ігор та ігрових механік жанру раніше 1985 року, а першими прото-іграми «три в ряд» стали «Тетріс» та Chain Shot!, випущені у цьому році. «Тетріс» не задовольняв усім критеріям «три в ряд», але містив ряд ключових механік, а його успіх породив велику кількість наслідувань, тим самим простимулювавши цей напрямок в ігровій індустрії. Chain Shot! вийшла як некомерційна гра, і вона теж вплинула та спільно з «Тетрісом» визначила тенденції розвитку жанру у наступні 20 років.
Обидві гри ставлять перед гравцем завдання: маніпуляції елементами для виконання умов деяких шаблонних комбінацій. Іншими словами, гравець повинен розпізнавати та створювати ці комбінації, і тут щодо проєктування гри виділяються такі ігрові механіки:
- Час: «Тетріс» створює на гравця тиск, обмежуючи час на роздуми; у Chain Shot! обмежень на обмірковування немає.
- Маніпуляція: «Тетріс» дозволяє змінювати фігуру під час падіння, а Chain Shot! працює так, як елементи ніби вже впали, і після падіння ними можна маніпулювати.
- Критерій комбінації: «Тетріс» ставить завдання: заповнення лінії; Chain Shot! ґрунтується на подібності самих елементів.
- Обов'язковість комбінації: «Тетріс» дає можливість гравцеві ставити фігури, які не відповідають критерій зникнення лінії; Chain Shot! дозволяє гравцеві робити лише такі ходи, що призводять до появи потрібної комбінації.

Механіка нескінченного часу на обмірковування неоднозначна: наприклад, за словами розробників Bejeweled, вони вирішили прибрати таймер та дозволити гравцеві необмежено думати. Але, коли вони показали свою роботу видавцям, то багато хто стривожився через те, що, на їхню думку, така гра буде занадто простою і не вимагатиме від гравців жодних навичок. Історично таке рішення також неоднозначне і не простежується. Так, у Chain Shot! час був не обмежений, а у грі 1998 року Collapse використовувалися ті ж ігрові механіки, що й у Chain Shot! Але розробники додали туди таймер. Також, можна розглянути Bejeweled як суміш гри 1995 Panel de Pon і Collapse, але з введенням нескінченного часу на роздуми. Цей концепт і його вибір виявляються для геймдизайнера важливими в тому сенсі, що зазвичай ігри повинні кидати виклик гравцеві, але для казуальних ігор ця механіка змінюється для того, щоб гра була складною і не карала за помилки так сильно.
Еволюція способів маніпулювання об'єктами ігрового світу принесла низку ігрових механік, від перших прото-ігор жанру. Одним з найважливіших кроків стала механіка обміну (коли два елементи міняються місцями), що з'явилася в Panel de Pon. Ще одним видатним винаходом стала механіка пострілу, що з'явилася у грі 1989 Plotting, але стала більш популярною з появою у 2003 році гри Zuma, а далі Luxor та Tumblebugs. Історично різні ігри жанру використали різні підходи. Так, у Dr. Mario гравці контролювали елементи, що падають, у той час, як у Yoshi's Cookie ігровий процес дотримувався принципів Chain Shot!.
Попри те, що «Тетріс» був надзвичайно популярним, механіка падіння та критерій заповнення рядка не стала масово копіюватися в наступних іграх. Увага перекинулася на статичні патерни, засновані на подібних ознаках елементів. Це пояснюється лише тим, що в останьому випадку гравець більше концентрується не так на падінні чи фізичному русі, а в пошуку необхідних комбінацій. Водночас деякі ігри комбінували у себе обидві механіки. Наприклад, у грі 2005 High Seas одночасно падають нові фігури, і гравець може переміщати лінії елементів. При цьому сприйняття цієї гри виявилося неоднозначним: гравці, знайомі з іграми жанру «три в ряд», концентрувалися на пошуку комбінацій і вважали гру продовженням Bejeweled; інші більше звертали увагу на падаючі елементи, та вважали варіацією «Тетріса».
Необхідність збігу комбінації для можливості руху виявилося неоднозначним і скоріш визначалося метою розробки. Якщо дозволяються всі ходи, це створювало ігровий процес з більшою інтенсивністю. Якщо такі ходи забороняються, то гра стає стратегічнішою.

## Проєктування ігор жанру
Під час проєктування ігор жанру «три в ряд» звертають увагу на такі особливості:
- Короткі ігрові сесії: для більшості казуальних ігор характерні короткі ігрові сесії, і при цьому в них можна як швидко починати грати, так і без ускладнень переривати гру для того, щоб потім повернутися до неї; ці ж особливості поширюються для ігор жанру «три до ряду»; це не означає, що гравці не можуть грати в них довго, але ігровий процес будується в такий спосіб, щоб дозволяти себе легко переривати.
- Автоматичне збереження: як і казуальні, ігри жанру «три до ряду» самі зберігають стан ігрового світу навіть якщо гравець сам закриває програму; це дозволяє легко покинути гру, так і повернутися в неї; Крім цього, ця особливість дозволяє гравцям грати в різних обставинах (наприклад, на робочому місці, саме тому такі та подібні ігри казуального жанру прозвані як «офісні ігри»).
- Управління за допомогою миші: складність та контекст гри жанру «три в ряд» такі, що вона може повністю контролюватись і керуватися комп'ютерною «миша»; водночас у такі ігри зазвичай виявляється важче грати за допомогою клавіатури.
- Дуже прості правила: геймдизайнер Стів Мерецкі[en] описує це так: «Всі правила гри жанру „три до ряду“ повинні записуватися трьома реченнями».
- Помірна міра інновації: оскільки навчитися грати має бути дуже легко, то часто вони близькі до відомих казуальних ігор або є клонами інших ігор, в яких оновлено графіку; якщо інновації присутні, всі вони відбуваються невеликими кроками; Ця особливість диктується цільовою аудиторією, коли гравці, вже знайомі з казуальними іграми жанру «три в ряд», шукають щось схоже, і при цьому не хочуть освоювати надто складні нові елементи.
- Декілька рівнів успішної гри: якщо гравець проходить гру або виконує локальне завдання складнішим шляхом, то це винагороджується; наприклад, якщо гравець робить комбо або за раз зіставляє більше елементів, ніж є мінімумом для зіставлення, а це, як правило — три елементи.
- Безліч нагород: як правило, казуальні ігри дають можливість гравцеві досягти успіху на самому початку, і ігри жанру «три в ряд» наслідують цю особливість.
- Невеликі покарання гравців: у порівнянні з іграми інших жанрів, казуальні, як і ігри жанру «три в ряд», намагаються уникати карання для гравців, якщо вони припускаються помилок.

Джим Стерн (англ. Jim Stern), пояснюючи помірні інновації під час проєктування та розвитку своєї гри жанру «три в ряд» Jewel Quest, зазначає, що в гру можуть додаватися прості концепти, такі як кілька збігів для видалення елемента, обмеження ігрового поля та зміна ігрової дошки, зміна цілі для проходження рівня. Крім цього, такі прості концепти можуть комбінуватися та розбиватися на безліч рівнів, дозволяючи додати історію до гри та підтримувати різноманітність графікою.